# Salix silesiaca
Espèce

Salix silesiaca, le saule de Silésie, est une espèce de plantes à fleurs de la famille des Salicaceae. C'est un saule originaire d'Europe.

## Description

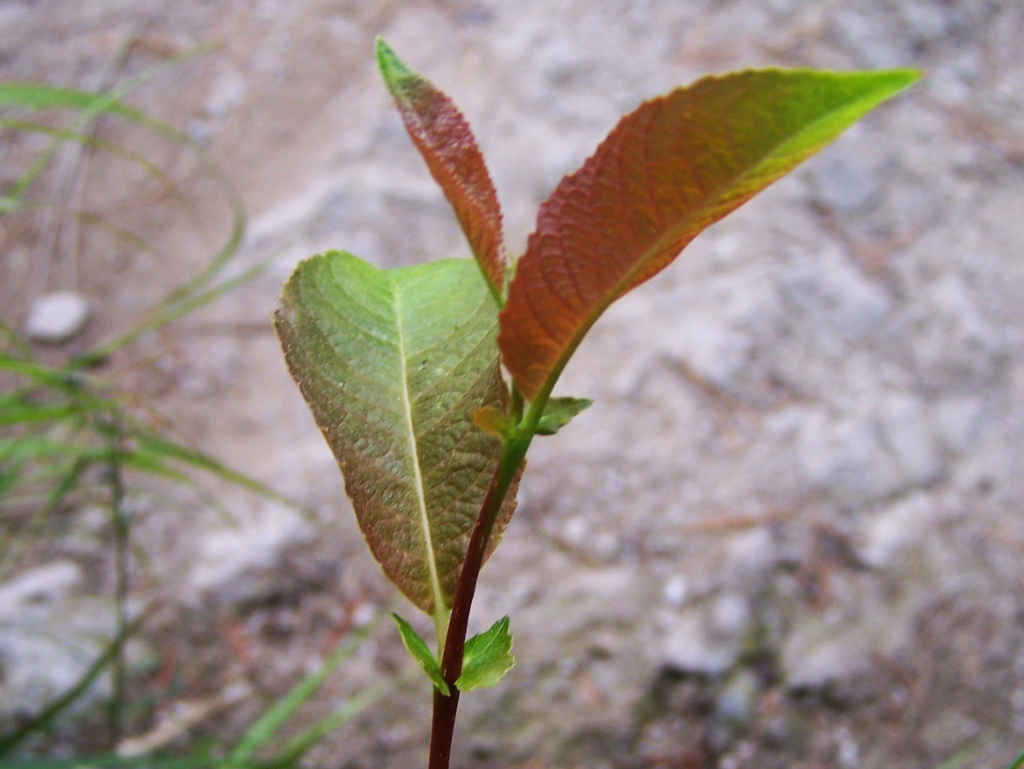
Feuilles rougeâtres.

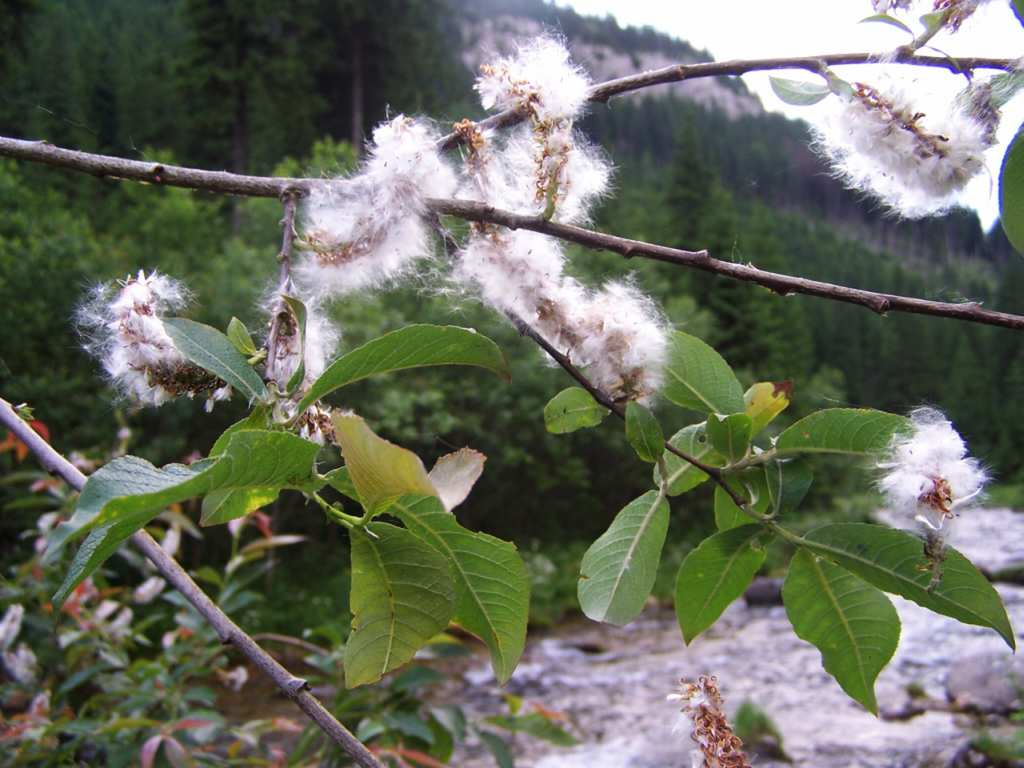
Chatons très cotonneux.

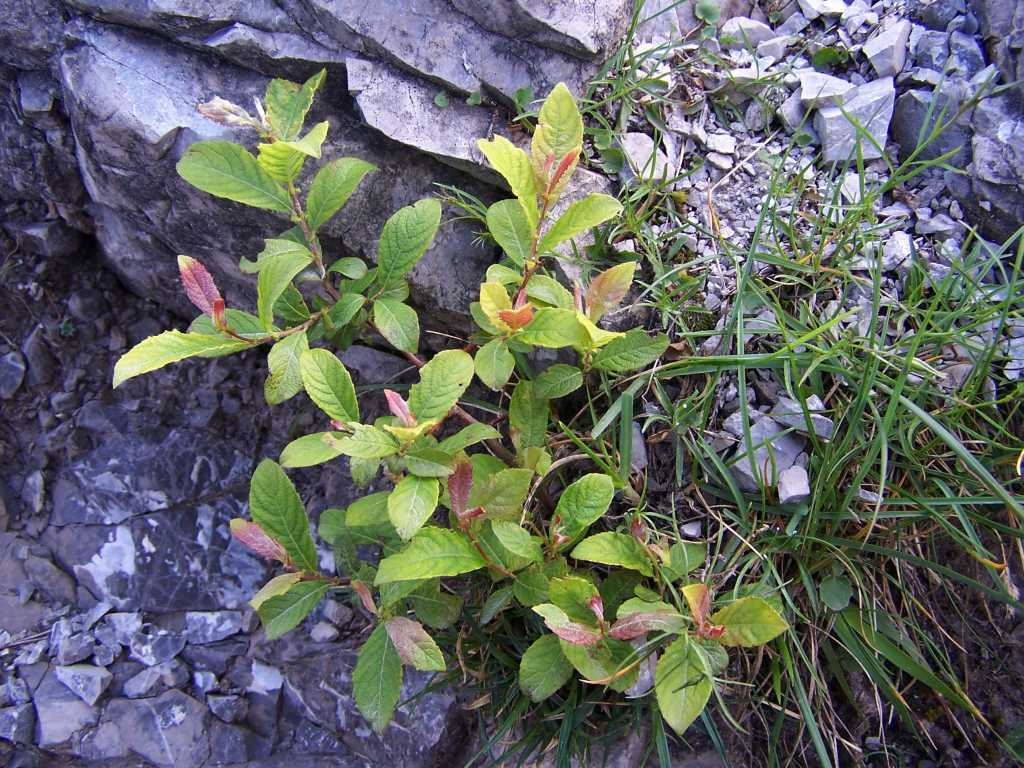
Espèce montagnarde.

C'est un arbuste à branches saillantes, atteignant habituellement une hauteur de 3 m (exceptionnellement jusqu'à 4 m).
Les jeunes branches longues et épaisses, de couleur marron, sont velues quand il est jeune, puis nues. Les branches plus anciennes sont brillantes. Les bourgeons sont glabres.
Les feuilles sont ovales, pointues, dentelées, velues sur les nervures de la face inférieure. Leur longueur va jusqu'à 10 cm, leur largeur 5 cm. Le pétiole est court. Un trait caractéristique de l'espèce est la couleur rouge des jeunes feuilles, les feuilles âgées devenant vert foncé. Les feuilles ont d'assez grandes bractées.
Les fleurs forment un chaton coloré rouge lie de vin. Les chatons femelles sont grands et allongés. D'apparition tardive, ils présentent deux couleurs.
La floraison intervient d'avril à juillet. Les graines sont dispersées par le vent.
C'est une plante de montagnes, principalement le long de cours d'eau et dans les buissons. La limite supérieure de son développement se trouve autour du grand étang en Slovaquie (1 980 m).
Nombre de chromosomes : 2n = 38.

## Répartition et habitat
Salix silesiaca pousse principalement dans les Carpates et les Sudètes, principalement dans les montagnes. Dans les plaines, on le trouve rarement, seulement dans le sud.